# Roberto Nóvoa Santos
Roberto Nóvoa Santos (La Coruña, 6 de julio de 1885-Santiago de Compostela, 9 de diciembre de 1933) fue un médico y pensador español que destacó en la modernización de la enseñanza y la práctica de la medicina en España en las primeras décadas del siglo XX. Se le considera el especialista de mayor relieve de la historia de la medicina en Galicia.

## Biografía

### El paso por la Universidad de Santiago de Compostela
Ingresó en la Universidad de Santiago de Compostela en septiembre de 1900, donde cursó brillantemente la licenciatura en Medicina,  que obtuvo en junio de 1907. Finalizada la carrera fue ayudante del profesor Ramón Varela de la Iglesia en la cátedra de Fisiología. Posteriormente dejó la institución, instalando su consulta privada en Ferrol y, después, en su ciudad natal, La Coruña. En 1911 se reintegra a la Facultad de Medicina de la Universidad de Santiago como interino de Patología general, ganó la plaza de auxiliar ese año y opositó y consiguió la cátedra al año siguiente. Acudió, pensionado por la Junta para Ampliación de Estudios (JAE) a completar su formación en diversos laboratorios europeos, destacando su estancia en la Clínica Médica de la Universidad de Estrasburgo, en la que trabajó con Karel Frederik Wenckebach y León Blum. 
Roberto Nóvoa poseía un perfil singular entre el profesorado de la Universidad y algunas de sus ideas que no eran bien acogidas por los sectores conservadores. Anarquista en su juventud,  sufrió un fuerte ataque por parte del clero compostelano a raíz del discurso que pronunció en la inauguración del curso académico 1920-1921, El problema del Mundo Interior.  En 1928 ganó las oposiciones a la cátedra de Patología en la Universidad de Madrid, un traslado en el que tuvo mucho que ver el malestar con que se encontraba en la Facultad de Medicina compostelana. 
Tuvo fama de ser un excelente docente, los alumnos destacan su atención a la formación clínica. Fue creador de un equipo de investigación. Desde la cátedra madrileña atraería a una gran cantidad de estudiantado gallego para terminar su formación.

### El Manual de Patología General

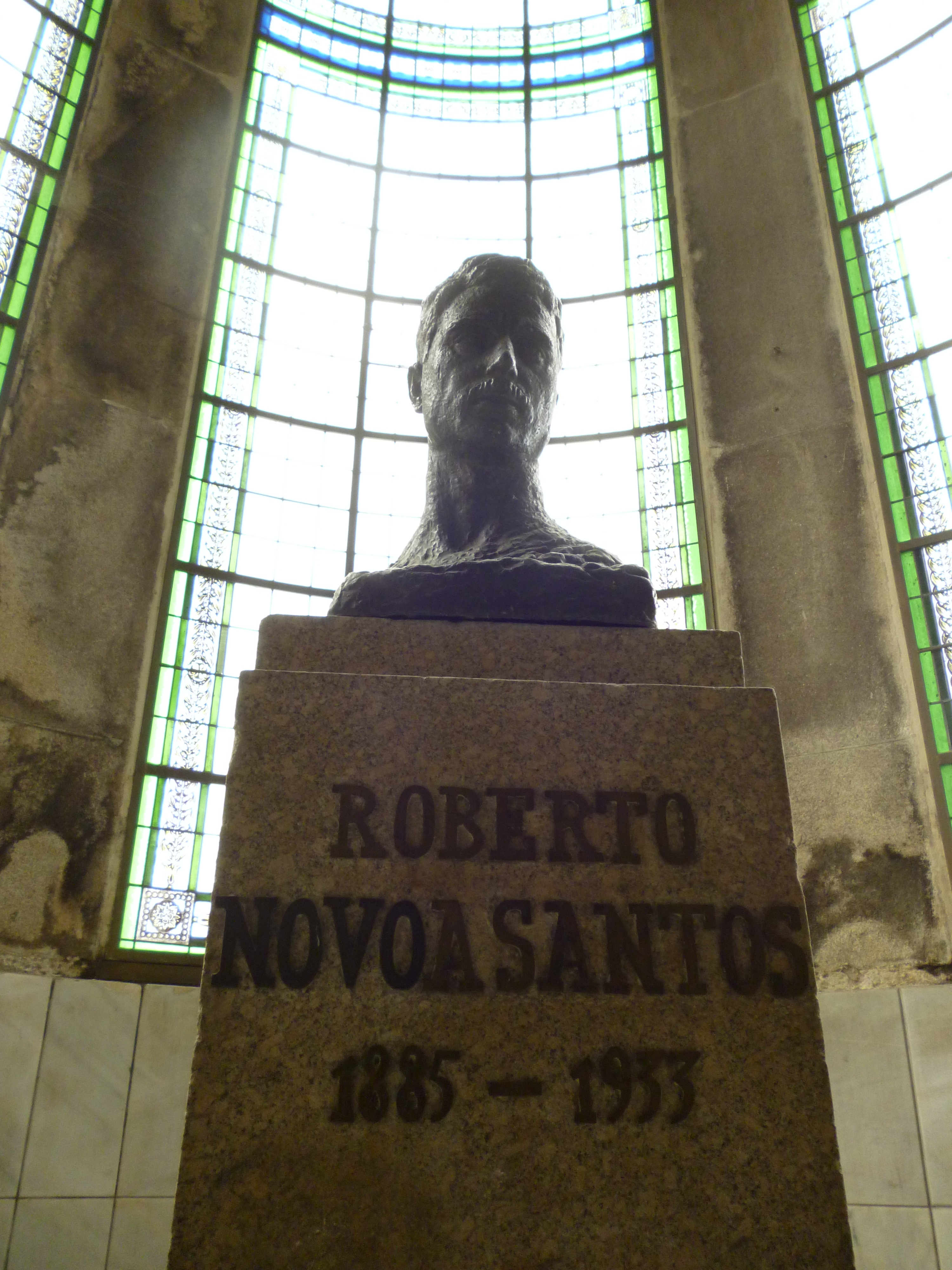
Busto de Nóvoa (Facultad Medicina, Universidad Santiago de Compostela)

En las facultades de Medicina de España, en la segunda parte del siglo XIX, la posición mayoritaria era la favorable al denominando eclecticismo médico, que bajo la apariencia de ecuanimidad, era un obstáculo a las innovaciones. Esa situación también se plasmaba en el ámbito de la patología general. 
En ese contexto, Nóvoa va a ser un elemento clave en la renovación de la Patología general en Galicia y en España, pues su Manual de Patología General permitió que llegara a las aulas universitarias el pensamiento fisiopatológico al más alto nivel científico de la época. La primera edición apareció en tres tomos, entre 1916 y 1919. La obra, que tuvo un notable impacto, alcanzó seis ediciones, la última, en 1934, editada con posterioridad a la muerte de su autor.
Nóvoa utilizó un lenguaje accesible y ofreció una brillante síntesis. Partía de considerar, en sintonía con el enfoque fisiopatológico, al organismo como un conjunto en el que las actividades fisiológicas oscilan dentro de límites bastante amplios gracias a la capacidad de adaptación. La enfermedad era entendida como un proceso que expresa la falta de adaptación; concepción que superaba la visión lesional, afirmando que la localización de síntomas no siempre guarda relación con el asiento de la enfermedad. A continuación estudiaba los sistemas y aparatos en su funcionalismo alterado, en una visión global que incluye, como novedad en España, los procesos psicopatológicos. Este amplio capítulo de psicopatología era la única formación en psiquiatría y psicología que recibían los estudiantes de medicina, antes de que estas materias fueran incluidas en los planes de estudio de la licenciatura. En 1944 se incorpora la psiquiatría, y en 1952 la psicología. 
Aunque contribuyó a la difusión de la teoría psicoanalítica de Freud, incorporando el subconsciente freudiano a su Manual, a partir de la 2ª edición (1922), fue crítico con el pansexualismo freudiano. Nóvoa define la psicología siguiendo a William James (1842-1910) "como la ciencia de la vida mental, de sus hechos y sus fenómenos". Ninguna experiencia mental subjetiva puede ser excluida de su estudio. La conciencia y su patología se incorporan así a la fisiopatología. Ese intento de un diálogo permanente entre objetivismo y metafísica que encontramos en James, tiene una huella profunda en Nóvoa Santos.

### Otras contribuciones científicas
Nóvoa desplegó una intensa actividad. Publicó cerca de trescientos trabajos, manifestando un especial interés por la difusión de los conocimientos médicos, lo que concretaba en la publicación de numerosos artículos divulgativos y conferencias. Participó en obras relevantes, como la Medicina interna de Hernando& Marañón, 1916-1920. Además, fue miembro del equipo de dirección de la revista Archivos de Endocrinología y Nutrición, fundada por Marañón, en compañía de Bernardo Alberto Houssay y Augusto Pi y Suñer. Dirigió Galicia Médica y participó en varias revistas de divulgación científica y en la potenciación de foros médicos.
Sus principales contribuciones, según García Sabell, son las siguientes:
1. Su clasificación de las enfermedades del hígado, de una claridad meridiana, en la que brilla el talento sistematizador del clínico gallego.
2. Su concepto de la diabetes muscular.
3. El estudio y valoración de los reflejos tónico-postulares.
4. La descripción de un cuadro clínico especial, la acroeritrosis parestésica, que mereció la atención y consideración de los grandes neurólogos de la época.
5. El estudio de las influencias psicogenéticas o, como a él le gustaba decir, psicogénicas, sobre la actividad del sistema neurovegetativo, sobre el metabolismo y sobre las funciones viscerales.
6. La posibilidad de diagnosticar la hidatidosis por la reacción mediante el antígeno hidatídico” (1)

Uno de sus temas preferidos de investigación fue la diabetes. Fernando Ponte Hernando (Logroño 1959) Doctor en Medicina y Cirugía por la Universidad de Santiago de Compostela en 1992, desarrolló, en 2011, una segunda tesis doctoral en Historia de la Ciencia (UDC) dedicada a estudiar esa cuestión (2) en la que se detallan los logros alcanzados, entre los que figuran el papel de precursor del actual tratamiento de la diabetes con incretinas, el descubrimiento de la función hipoglucemiante de la secretina y la introducción del concepto fisiopatológico y semántico de resistencia a la insulina.

### Intervención en el debate feminista
La historia del antifeminismo es larga y está plagada de testimonios procedentes de diferentes ideologías. Los libros misóginos del médico y psiquiatra alemán Paul Julius Moebius, La inferioridad mental de la mujer y del filósofo austríaco Otto Weininger, Sexo y carácter, resultaron muy populares en medios progresistas, de hecho, las dificultades para una crítica a las teorías de la inferioridad femenina en ese ámbito ideológico fueron enormes (3).
Entre médicos positivistas surgió un antifeminismo “con base científica”. En ese grupo debemos situar las intervenciones de Nóvoa. Sus dos principales publicaciones sobre el tema son: La Indigencia espiritual del sexo femenino. Las pruebas anatómicas, fisiológicas y psicológicas de la pobreza mental de la mujer. Su explicación biológica (1908) y La mujer, nuestro sexto sentido y otros esbozos (1929). En ambas pretende justificar con razones biológicas la inferioridad de la mujer y su papel subordinado al hombre. Otros colegas de Nóvoa participaron en el debate y, en general, con la excepción de Santiago Ramón y Cajal, coincidieron en lo básico con sus planteamientos. Así ocurrió con José Gómez Ocaña y Gregorio Marañón y Posadillo.
Nóvoa sintoniza con ese machismo dominante en esa época entre importantes sectores de la intelectualidad y comunidad científica española. Sin embargo, en el terreno práctico apoyó a mujeres en su entorno y equipo, promocionándolas en sus carreras profesionales, como ocurrió en el caso paradigmático de las hermanas Elisa y Jimena Fernández de la Vega. También aparecen en 1931, además de la doctora Jimena Fernández de la Vega, como médicos internos de su equipo, aún no doctoras, las Srtas: Azarola, Menéndez, Hernán, y Pérez G. del Río, en la Relación del personal afecto al Servicio de la Clínica de Patología General que figura al inicio del libro Documenta Pathologica: Modernos Estudios sobre Patología Interna recopilatorio de los trabajos publicados ese año por su Servicio (7). Hay que considerar, ante la acusación de misoginia, lo que suponía la presencia de cinco mujeres médicos en un equipo de veintinueve facultativos, en proporción al escaso número de ellas que había en aquel entonces en la Universidad española.  Por otra parte, Nóvoa afrontó este y otros temas complejos desde la autenticidad y la coherencia. Estaba convencido de que la ciencia justificaba una diferencia radical entre los sexos, del mismo modo que en otras problemáticas defendió con vehemencia posiciones heterodoxas.

### Publicaciones sobre otros temas
El activo y polifacético Nóvoa prestó su atención a muy variadas cuestiones, mostrando una especial preocupación por la relación entre el alma y el cuerpo y la muerte. Sobre el primer asunto destaca su discurso académico, El Problema del Mundo Interior (1920) y la publicación Physis y Psyquis (1922). Trató la segunda cuestión en El Instinto de la Muerte (1927) y La Inmortalidad y los orígenes del sexo (1931). Su obra relacionada con la psicología ha sido estudiada por Fernández Teijeiro, 1997, quien afirma que “Sin pretender ser un psicólogo, ni desarrollar una teoría psicológica, el análisis y síntesis de su obra nos ha permitido encontrar algunas interesantes aportaciones a la psicología y ciencias afines, desde la neurología, la antropología, la sexualidad y la propia psicología científica, que en su época se encontraba en un prometedor desarrollo en nuestro país” (4). Aunque Nóvoa afirmaba que sus planteamientos en estas cuestiones no saldrían del ámbito científico, “es un patólogo profesional quien escribe, y huelga advertir que va a intentar divisar el turbio panorama desde su atalaya biológica"(5), lo cierto es que incurría en numerosas especulaciones. Recientemente, Fernández Teijeiro ha profundizado, con clarividencia, en la influencia de William James sobre el gran patólogo gallego.(8)

### Participación en política
En su juventud universitaria se identificó con la ideología anarquista y publicó numerosos artículos en revistas de esa tendencia, firmando como Pedro Novoakow o como Max (6).
En el terreno de la política institucional, en 1924 fue nombrado diputado por el distrito de Santiago-Padrón en la Diputación provincial de Coruña. Desde ese puesto realizó la propuesta de integrar el Hospital provincial en la Facultad de Medicina de la Universidad gallega, cuestión que provocó un debate social.
En la II República sería diputado representando a la circunscripción de La Coruña por la Federación Republicana Gallega. En Las Cortes defendió una república integral, unitaria, que al mismo tiempo reconociera las autonomías e intervino en contra de la concesión del derecho al voto a las mujeres. 

## Obra
- La Indigencia espiritual del sexo femenino. Las pruebas anatómicas, fisiológicas y psicológicas de la pobreza mental de la mujer. Su explicación biológica, Valencia, 1908.
- Alcance y sistematización de las cromorreaciones de los albuminoides. Tesis doctoral. Madrid, 1911.
- Manual de Patología General. Santiago de Compostela, 3 tomos, 1916-1919.
- Sistema linfático y sistema nervioso vegetativo. Santiago, 1919.
- El problema del Mundo Interior. Santiago, 1920.
- Tratamiento de la diabetes mellitus. Madrid, 1920.
- Physis y Psyquis. Santiago de Compostela, 1922.
- Estudios sobre la asimetría funcional del sistema nervioso. Santiago de Compostela, 1926.
- El Instinto de la muerte. Madrid, Morata 1927.
- La mujer, nuestro sexto sentido y otros esbozos. Madrid, 1929.
- Diabetes espuria y diabetes genuina. Madrid, Morata, 1930.
- Cuerpo y espíritu. Madrid, 1930.
- La inmortalidad y los orígenes del sexo (Una inquisición biológica). Madrid, 1931.
- Algoaneurosis y polimialgosis múltiple. Madrid, Morata, 1931.
- Documenta Pathologica, Modernos estudios sobre patología interna. Madrid, Morata, 1931.
- Patografía de Santa Teresa y el Instinto de la Muerte.  Madrid, Morata, 1932.
- El advenimiento del hombre y otras conferencias. Madrid, Morata, 1933.